# Véronique Sanson

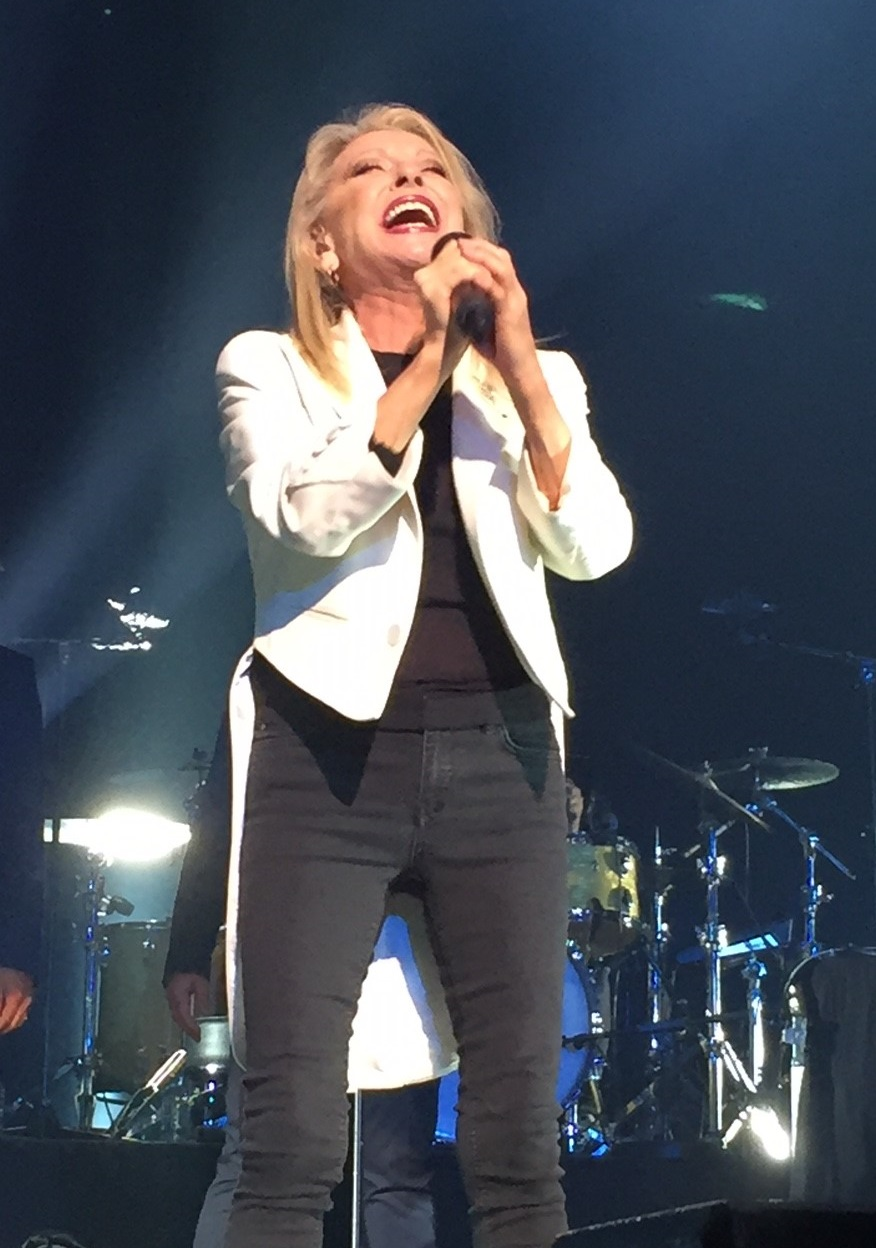
Véronique Sanson in 2018

Véronique Sanson (Boulogne-Billancourt, 24 april 1949) is een Franse zangeres en liedjesschrijfster.

## Biografie
In 1972 bracht ze haar eerste album Amoureuse uit, dat in Frankrijk tweemaal goud kreeg. De door haarzelf geschreven titelsong werd een veel gecoverde wereldhit. Het werd vertolkt door onder andere Kiki Dee, die het lied in Engeland bekend maakte, en Helen Reddy, die het uitbracht onder de titel Emotion. 
Van 1973 tot 1979 was ze getrouwd met Stephen Stills, bekend van Crosby, Stills, Nash & Young. Ze heeft met hem een zoon, geboren in 1974: Chris Stills, die ook singer-songwriter is. Ze woonde lang in de VS, en bracht in 1976 het album Vancouver uit met de gelijknamige titelsong. Het album bevatte ook enkele Engelstalige liedjes.
In de vroege jaren tachtig keerde ze terug naar Frankrijk. Haar album Véronique Sanson behaalde in 1985 de 15e plaats in de hitparade. In 1992 behaalde het album Sans regrets de zesde plaats, en in 1998 en 1999 bereikten Indestructible en D'un papillon à une étoile allebei de tweede plaats. In 2004 werd Longue Distance haar eerste nummer 1-album. In 2010 bereikte Plusieurs Lunes nummer drie.
In 1993 en 1996 kreeg ze de prijs Victoires de la Musique als beste vrouwelijke artiest. In 2013 kreeg ze samen met Sheila en Enrico Macias de prijs Victoires de la Musique - Victoires d’Honneur voor haar gehele oeuvre.
In 1995 trouwde ze met de Franse komiek, acteur en schrijver Pierre Palmade, in 2004 scheidden ze weer.

## Discografie

### Studioalbums
1. 1972: Amoureuse
2. 1972: De l'autre côté de mon rêve
3. 1974: Le Maudit
4. 1976: Vancouver
5. 1977: Hollywood
6. 1979: 7ème
7. 1981: Laisse-la vivre
8. 1985: Véronique Sanson
9. 1988: Moi le venin
10. 1992: Sans regrets
11. 1998: Indestructible
12. 1999: D'un papillon à une étoile
13. 2004: Longue Distance
14. 2010: Plusieurs Lunes
15. 2016: Dignes, dingues, donc...
16. 2018: Duos Volatils

### Livealbums
1. 1976: Live at the Olympia
2. 1981: Au Palais des Sports
3. 1986: L'Olympia 1985
4. 1989: À l'Olympia 89
5. 1990: Symphonique Sanson
6. 1993: Zénith 93
7. 1995: Comme ils l'imaginent
8. 2000: Véronique Sanson chante Michel Berger, Avec vous
9. 2005: Olympia 2005
10. 2012: Le Cirque Royal de Véronique Sanson

### Compilaties
1. 1981: Les plus belles chansons
2. 1984: Exclusivement féminin
3. 1994: Les plus belles chansons volume 1
4. 1994: Les plus belles chansons volume 2
5. 2001: Les moments importants
6. 2007: Petits moments choisis
7. 2008: Et voilà (Complete discography/2 DVDs: limited edition, 1500 copies)
8. 2010: Et voilà (Second edition)
9. 2012: Les 40 ans d'Amoureuse (1972)
10. 2015: Les années americaines - Best of Véronique Sanson